# EX DOLL
이엑스 돌(EX DOLL, イーエックスドール, 중국어：대련티에스과학기술발전유한공사 (大连蒂艾斯科技发展股份有限公司)은 중화인민공화국 랴오닝성 다롄시 진푸신구에 위치한 리얼돌 제조회사이다.

## 역사
대표이사 및 설립자 양동악이 2000년부터 일본으로 유학을 갔고, 2005년부터 중국 본토 거주자를 위해 일본 제품을 대리 구매하는 사업을 하고 있다.
2007년부터 대리구매로 오리엔트 공업의 리얼돌이 인기를 끌자 2009년부터 2년 정도 연구 및 개발하여 2011년 제 1호를 상업기반에 싣고 2013년 리얼돌 제조업으로 업종을 전환했다.